# Kiribat
Kiribat (mlečni riž) je tradicionalna šrilanška jed iz riža. Beseda je tvorjenka s pomenom v sinhalščini, kjer kiri (කිරි) pomeni "mleko" in bath (බත්) pomeni "riž". Kiribat lahko obravnavamo kot obliko riževega pudinga. Posodo pripravimo tako, da kuhamo riž s kokosovim mlekom. V tamilščini se jed imenuje paalchoru (பாட்சோறு). Izvor kiribata ni jasen, čeprav je postal tradicionalna jed in je pogost v skoraj vseh gospodinjstvih na Šrilanki, naj bo bogato ali revno.
Kiribat je bistvena jed primerna za vsako priložnost. Najpogosteje se za zajtrk uporablja prvi dan vsakega meseca in je zelo pomemben vidik za Sinhalce pri praznovanju njihovega novega leta , kjer ga kuhajo in služi kot prvi obrok po zori novega leta. Kiribat je tradicionalno prva trdna hrana, ki jo zaužijejo dojenčki in jo strežejo na porokah . Je ena od bolj znanih tradicionalnih jedi na Šrilanki.

## Priprava
Recept za kiribat je precej preprost. Po tem, ko riž kuhamo v vreli vodi približno petnajst minut, se doda kokosovo mleko in ponovno kuha, dokler se tekočina ne absorbira. Med kuhanjem se doda tudi sol. Vendar pa obstajajo nekatere razlike v tem, da se dodajo različne sestavine, kot so sezamovo seme (Sesamum indicum) ali indijski oreščki (Anacardium occidentale). Obstaja še ena izpeljava 'kiribata', to je Imbul Kiribath, ki mu je dodan še kokos in začimbe.

## Postrežba
Kiribat se navadno uporablja z lunumirisom, mešanico rdeče čebule in začimb. Uporablja se tudi z jagodami in bananami. Ob sinhalskem novem letu ali drugi posebni priložnosti se servira poleg tradicionalnih slaščic, kot so "kevum", "kokis" (ocvrta peciva) in "Atirasa".
Skupen način serviranja kiribata je, da se postavi na servirno ploščo, zravna vrh in stranice, nato se razreže na kose v obliki diamantov.